# ブラック・ヒル・ドッグ
ブラック・ヒル・ドッグ（英：Black Hill Dog）とは、ネパール原産のガードドッグ及びセントハント用犬種である。別名はネパリーズ・ブラック・ヒル・ウォッチ・ドッグ（英：Nepalese Black Hll Watchdog）。

## 歴史
紀元前から存在していた犬種で、チベットのシャキとネパールの犬数種類を掛け合わせて作られた。血統の管理が古来より厳重で、純血度が高い。家系図（ドッグショーでいう血統書）が記録されている他、1頭1頭が決まった家庭で飼育され、他犬種との交配は一切許されていなかった。もしも他犬種と本種の雌犬が交尾しているところを犬の主人に見つけられると相手の雄犬は殺されて雌犬から切り離され、雌犬は腹部を強打するなどして妊娠できないようにするか、生まれた仔犬のうち他犬種の特徴を強く引いた仔犬を殺処分するなどの徹底した管理が行われていた。現在はこのようなことは行われていないが、繁殖期には野犬が寄り付かないように雄犬に見張りをさせるなどの対策が行われ徹底した血統管理は続けられている。
ブラック・ヒル・ドッグの仕事は家や倉庫を泥棒から守ることであるが、セントハント（嗅覚猟）に使われる事もある。イノシシや鹿の臭いを追跡して仕留めるが、かつては密猟犬としてジャコウジカ猟に使われていた事もあった。現在はジャコウジカの保護が厳重化されたため、密猟犬としては使われていない。
めったに外部に出ない地域限定の犬種で、ネパールの北西及び北東以外では見る事が出来ない。生粋の作業犬で、FCIやケネルクラブへの登録申請は行われていない。

## 特徴
眼光は鋭く、目は小さい。額とマズルの間は平らで、嗅覚は鋭い。大きな垂れ耳、飾り毛のある長いサーベル形の垂れ尾でコートは厚いショートコート。毛色は通常ブラックだが、稀にこげ茶の犬もいる。中肉の体型で足腰は丈夫である。体高45～50cm、体重20～25kgの中型犬で、性格は主人家族に対しては愛情深く、知的で勇敢である。運動量はとても多いが、遺伝的にかかりやすい病気はなく、訓練をこなせば家庭犬として飼育できる可能性を秘めている。

## 参考
- 『デズモンド・モリスの犬種事典』デズモンド・モリス著書、福山英也、大木卓訳 誠文堂新光社、2007年